# Nettenscheid
Nettenscheid ist ein Stadtteil der sauerländischen Kleinstadt Altena im Märkischen Kreis, Nordrhein-Westfalen.
Der Ort liegt östlich der Altenaer Kernstadt. Eine von der Märkischen Verkehrsgesellschaft betriebene Busverbindung besteht in die Innenstadt sowie in Richtung Neuenrade über Dahle und Werdohl.
Nettenscheid wurde 1936 aus der Gemeinde Nachrodt-Wiblingwerde nach Altena eingemeindet.
Der Ortsname leitet sich vermutlich von dem im Norden verlaufenden Fluss Nette ab und kann mit „ausgegrenztes Land an der Nette“ umschrieben werden.
Die Stadt Altena betreibt seit 1990 ein Bürgerzentrum mit Spiel- und Sporteinrichtungen, das allen Altersgruppen zur Verfügung steht. Ein in den 1970er-Jahren in der Ortsmitte errichteter Hochhaus-Komplex an der Blackburner Straße steht nach der Insolvenz von Investoren  weitgehend leer und verfällt.